# Otiorhynchus

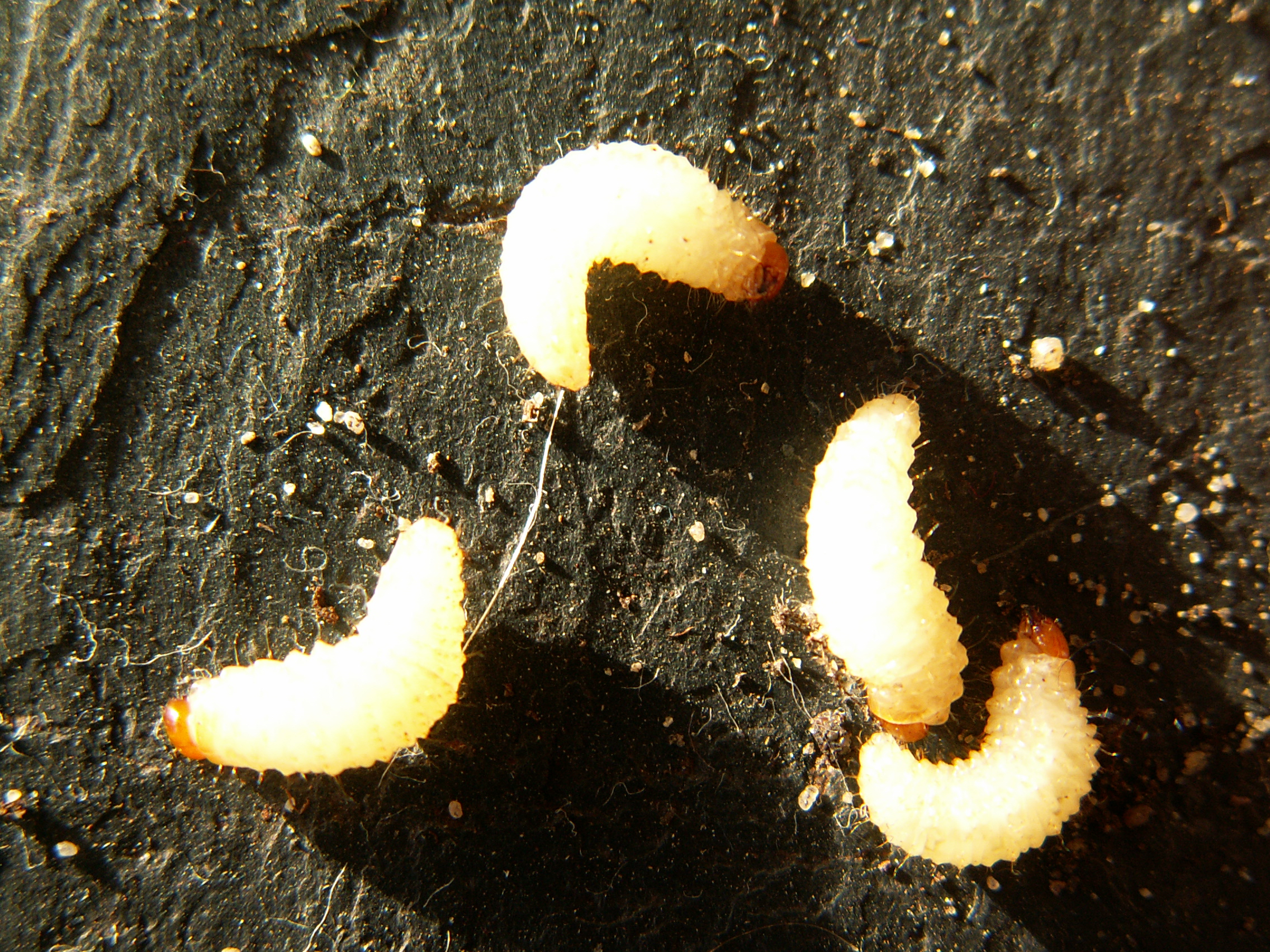
Otiorhynchus sulcatus, larvas

Otiorhynchus es un género muy numeroso de gorgojos de la familia Curculionidae. Hay alrededor de 1500 especies en 105 subgéneros. Varias especies de esta familia, especialmente O. sulcatus  y O. ovatus, son importantes plagas de los cultivos tanto las larvas como los adultos.
Las larvas se alimentan de las raíces de las plantas. Los adultos poseen los élitros fusionados y no vuelan y se alimentan durante la noche de las hojas de las plantas. En muchas especies de este género algunas razas son poliploides y partenogenéticas, mientras que el resto de las razas son diploides y de reproducción sexual. O. scaber, ha sido muy estudiado en la evolución de la partenogénesis.
El género es originario de la región paleártica. Aunque dieciséis especies fueron introducidas accidentalmente en América del Norte donde se han extendido ampliamente. Debido a su capacidad partenogenética; en este continente solo se han encontrado hembras de todas las especies introducidas excepto de O. ligneus, O. meridionalis y O. porcatus.
Muchas especies viven en cuevas y carecen de ojos.

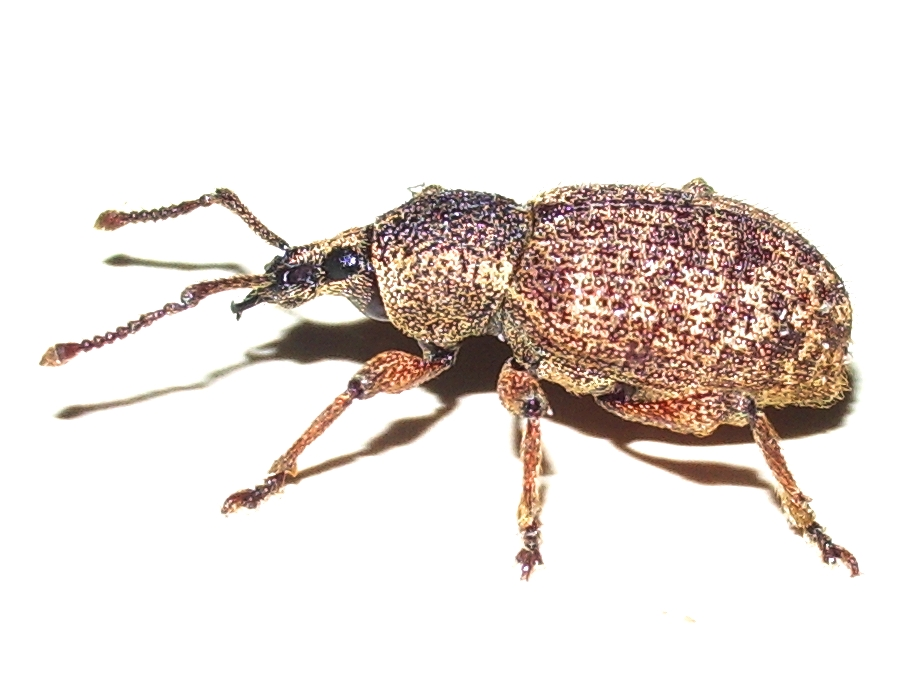
Otiorhynchus sp.

## Especies
Hay más de 1500 especies en el género dentro de 105 subgéneros.
- Otiorhynchus abagoensis
- Otiorhynchus abashae
- Otiorhynchus abbazzii
- Otiorhynchus abchasicus
- Otiorhynchus aberrans
- Otiorhynchus abruzzensis
- Otiorhynchus acatium
- Otiorhynchus achaeus
- Otiorhynchus adanensis
- Otiorhynchus adonis
- Otiorhynchus adopertus
- Otiorhynchus adrianus
- Otiorhynchus adspersus
- Otiorhynchus aegatensis
- Otiorhynchus aemulus
- Otiorhynchus aequus
- Otiorhynchus affaber
- Otiorhynchus affinis
- Otiorhynchus agilis
- Otiorhynchus agmentosus
- Otiorhynchus aibgae
- Otiorhynchus akibae
- Otiorhynchus akinini
- Otiorhynchus aksekianus
- Otiorhynchus aksudshabaglinus
- Otiorhynchus alaianus
- Otiorhynchus alatavicus
- Otiorhynchus albanicus
- Otiorhynchus albidus
- Otiorhynchus albinae
- Otiorhynchus albohirtus
- Otiorhynchus alemdaghensis
- Otiorhynchus alexeevi
- Otiorhynchus alibekus
- Otiorhynchus alius
- Otiorhynchus allardi
- Otiorhynchus allomorphus
- Otiorhynchus alluaudi
- Otiorhynchus almeriacus
- Otiorhynchus alonsoi
- Otiorhynchus aloysii
- Otiorhynchus alpestris
- Otiorhynchus alphonsi
- Otiorhynchus alpicola
- Otiorhynchus alpigradus
- Otiorhynchus altaepeniae
- Otiorhynchus altaicus
- Otiorhynchus amissus
- Otiorhynchus amoenus
- Otiorhynchus amplicornis
- Otiorhynchus amplipennis
- Otiorhynchus amplus
- Otiorhynchus amputatus
- Otiorhynchus anabolicus
- Otiorhynchus anadolicus
- Otiorhynchus analemmus
- Otiorhynchus analis
- Otiorhynchus andarensis
- Otiorhynchus andreinii
- Otiorhynchus angelae
- Otiorhynchus angelinii
- Otiorhynchus angelovi
- Otiorhynchus angusticollis
- Otiorhynchus angustifrons
- Otiorhynchus angustirostris
- Otiorhynchus annaerosae
- Otiorhynchus annibali
- Otiorhynchus anomalus
- Otiorhynchus anophthalmoides
- Otiorhynchus anophthalmus
- Otiorhynchus antennatus
- Otiorhynchus anthracinus
- Otiorhynchus apfelbecki
- Otiorhynchus apschuanus
- Otiorhynchus apulus
- Otiorhynchus aquilanus
- Otiorhynchus arabicus
- Otiorhynchus aratus
- Otiorhynchus arcticus
- Otiorhynchus arctos
- Otiorhynchus arenosus
- Otiorhynchus argillosus
- Otiorhynchus argonauta
- Otiorhynchus argus
- Otiorhynchus armadillo
- Otiorhynchus armatus
- Otiorhynchus armeniacus
- Otiorhynchus armentalis
- Otiorhynchus armicrus
- Otiorhynchus arnoldianus
- Otiorhynchus arnoldii
- Otiorhynchus articulatus
- Otiorhynchus asiaticus
- Otiorhynchus asphaltinus
- Otiorhynchus asplenii
- Otiorhynchus astutus
- Otiorhynchus athosiensis
- Otiorhynchus atlasicus
- Otiorhynchus atricolor
- Otiorhynchus atroapterus
- Otiorhynchus atrohippus
- Otiorhynchus atronitens
- Otiorhynchus attenuates
- Otiorhynchus atticus
- Otiorhynchus augusti
- Otiorhynchus auricapillus
- Otiorhynchus auricomus
- Otiorhynchus aurifer
- Otiorhynchus auripes
- Otiorhynchus auroguttatus
- Otiorhynchus auromaculatus
- Otiorhynchus auropunctatus
- Otiorhynchus auropupillatus
- Otiorhynchus aurosparsus
- Otiorhynchus aurosquamulatus
- Otiorhynchus avariae
- Otiorhynchus avaricus
- Otiorhynchus avoni
- Otiorhynchus avtandili
- Otiorhynchus axatensis
- Otiorhynchus azaleae
- Otiorhynchus aziziyensis
- Otiorhynchus babughanicus
- Otiorhynchus bagnoli
- Otiorhynchus bajtenowi
- Otiorhynchus balcanicus
- Otiorhynchus balchashensis
- Otiorhynchus baraudi
- Otiorhynchus bardus
- Otiorhynchus bartolozzii
- Otiorhynchus bastianinii
- Otiorhynchus beatus
- Otiorhynchus beauprei
- Otiorhynchus beckeri
- Otiorhynchus beieri
- Otiorhynchus belousovi
- Otiorhynchus bergamascus
- Otiorhynchus bericus
- Otiorhynchus beroni
- Otiorhynchus bertarinii
- Otiorhynchus bialookii
- Otiorhynchus bicostatus
- Otiorhynchus bidentatus
- Otiorhynchus biformatus
- Otiorhynchus bigoti
- Otiorhynchus binaghii
- Otiorhynchus biroi
- Otiorhynchus bischoffianus
- Otiorhynchus bisphaericus
- Otiorhynchus bisulcatus
- Otiorhynchus blanchardi
- Otiorhynchus bleusei
- Otiorhynchus bodemeyeri
- Otiorhynchus bohemani
- Otiorhynchus bonomii
- Otiorhynchus boroldaicus
- Otiorhynchus borshii
- Otiorhynchus bosdaghensis
- Otiorhynchus bosnicus
- Otiorhynchus brachialis
- Otiorhynchus brandisi
- Otiorhynchus brasavolae
- Otiorhynchus brattiensis
- Otiorhynchus brauneri
- Otiorhynchus breiti
- Otiorhynchus brenskei
- Otiorhynchus breviclavatus
- Otiorhynchus brevicornis
- Otiorhynchus brevilatus
- Otiorhynchus brevinasus
- Otiorhynchus brevipennis
- Otiorhynchus brevipilis
- Otiorhynchus brevipilosus
- Otiorhynchus brigantii
- Otiorhynchus bruckensis
- Otiorhynchus brunneiformis
- Otiorhynchus brunneus
- Otiorhynchus brusinae
- Otiorhynchus buccatus
- Otiorhynchus buchtarmensis
- Otiorhynchus bugnioni
- Otiorhynchus bullinii
- Otiorhynchus burlinii
- Otiorhynchus cadoricus
- Otiorhynchus caesareus
- Otiorhynchus caesipes
- Otiorhynchus calabrensis
- Otiorhynchus calabrolucanus
- Otiorhynchus callicnemis
- Otiorhynchus camaldulensis
- Otiorhynchus camunus
- Otiorhynchus cancasanus
- Otiorhynchus cancellatus
- Otiorhynchus cappadocicus
- Otiorhynchus carbo
- Otiorhynchus carbonarius
- Otiorhynchus carbonicolor
- Otiorhynchus carcelii
- Otiorhynchus carcelliformis
- Otiorhynchus carcelloides
- Otiorhynchus cardiniger
- Otiorhynchus carinatopunctatus
- Otiorhynchus carmagnolae
- Otiorhynchus carnicus
- Otiorhynchus caroli
- Otiorhynchus carpathicus
- Otiorhynchus casalinii
- Otiorhynchus cataphractus
- Otiorhynchus catinensis
- Otiorhynchus catonii
- Otiorhynchus caudatus
- Otiorhynchus caviventris
- Otiorhynchus cepelarus
- Otiorhynchus cephalonicus
- Otiorhynchus ceratoniae
- Otiorhynchus cerigensis
- Otiorhynchus cesaraccioi
- Otiorhynchus ceviki
- Otiorhynchus chalceus
- Otiorhynchus chalciditanus
- Otiorhynchus championi
- Otiorhynchus charleshuberi
- Otiorhynchus chaudoiri
- Otiorhynchus chobauti
- Otiorhynchus christophi
- Otiorhynchus chrysocomus
- Otiorhynchus chrysonus
- Otiorhynchus chrysostictus
- Otiorhynchus circassicus
- Otiorhynchus cirocchii
- Otiorhynchus cirrhocnemis
- Otiorhynchus cirrorrhynchoides
- Otiorhynchus cirtensis
- Otiorhynchus ciscaucasicus
- Otiorhynchus clathratus
- Otiorhynchus clavalis
- Otiorhynchus clavicrus
- Otiorhynchus clavipes
- Otiorhynchus clemens
- Otiorhynchus coachei
- Otiorhynchus coarctatus
- Otiorhynchus cobosi
- Otiorhynchus cobosorum
- Otiorhynchus coecus
- Otiorhynchus colasi
- Otiorhynchus collectivus
- Otiorhynchus comatus
- Otiorhynchus commixtus
- Otiorhynchus compressus
- Otiorhynchus concavirostris
- Otiorhynchus concinnus
- Otiorhynchus concors
- Otiorhynchus confinis
- Otiorhynchus confluens
- Otiorhynchus coniceps
- Otiorhynchus conicirostris
- Otiorhynchus conjugens
- Otiorhynchus conradti
- Otiorhynchus consobrinus
- Otiorhynchus consortii
- Otiorhynchus conspiciabilis
- Otiorhynchus constricticollis
- Otiorhynchus contarinii
- Otiorhynchus convexicollis
- Otiorhynchus convexipterus
- Otiorhynchus convexiusculus
- Otiorhynchus cooteri
- Otiorhynchus coptocnemis
- Otiorhynchus cornacchiai
- Otiorhynchus cornirostris
- Otiorhynchus corpusculus
- Otiorhynchus corruptor
- Otiorhynchus corsicus
- Otiorhynchus corticalis
- Otiorhynchus corvus
- Otiorhynchus cosmopterus
- Otiorhynchus cossyrensis
- Otiorhynchus costulatus
- Otiorhynchus coyei
- Otiorhynchus crassiceps
- Otiorhynchus crassicollis
- Otiorhynchus crassicornis
- Otiorhynchus crassiphallicus
- Otiorhynchus crataegi
- Otiorhynchus crepsensis
- Otiorhynchus crepuscularis
- Otiorhynchus cribricollis
- Otiorhynchus cribripennis
- Otiorhynchus cribrosicollis
- Otiorhynchus crinitellus
- Otiorhynchus croaticus
- Otiorhynchus crocotillus
- Otiorhynchus cruralis
- Otiorhynchus cukalensis
- Otiorhynchus cupreosparsus
- Otiorhynchus curiosus
- Otiorhynchus curlettii
- Otiorhynchus curvidens
- Otiorhynchus curvimanus
- Otiorhynchus cyclophthalmus
- Otiorhynchus cyclopterus
- Otiorhynchus cylindricus
- Otiorhynchus cymophanus
- Otiorhynchus cypricola
- Otiorhynchus dacicus
- Otiorhynchus danieli
- Otiorhynchus danilewskii
- Otiorhynchus daphnes
- Otiorhynchus dauricus
- Otiorhynchus davidi
- Otiorhynchus davidiani
- Otiorhynchus dawricus
- Otiorhynchus decipiens
- Otiorhynchus decoratus
- Otiorhynchus decorus
- Otiorhynchus decussatus
- Otiorhynchus deformis
- Otiorhynchus degiovannii
- Otiorhynchus delicatulus
- Otiorhynchus demandae
- Otiorhynchus demirkapensis
- Otiorhynchus densatus
- Otiorhynchus densicollis
- Otiorhynchus dentipes
- Otiorhynchus dentitibia
- Otiorhynchus depressipennis
- Otiorhynchus depressus
- Otiorhynchus desbrochersi
- Otiorhynchus desertus
- Otiorhynchus deubeli
- Otiorhynchus diabolicus
- Otiorhynchus diecki
- Otiorhynchus dieneri
- Otiorhynchus difficilis
- Otiorhynchus digitalis
- Otiorhynchus dinaricus
- Otiorhynchus diottii
- Otiorhynchus diotus
- Otiorhynchus discretus
- Otiorhynchus dispar
- Otiorhynchus dissimilis
- Otiorhynchus distincticornis
- Otiorhynchus diversicollis
- Otiorhynchus diversus
- Otiorhynchus dives
- Otiorhynchus doderoi
- Otiorhynchus dolichopterus
- Otiorhynchus dolmenicus
- Otiorhynchus dorymeroides
- Otiorhynchus driveniki
- Otiorhynchus droveniki
- Otiorhynchus dshungaricus
- Otiorhynchus dubitabilis
- Otiorhynchus dudkoi
- Otiorhynchus duinensis
- Otiorhynchus duplopilosus
- Otiorhynchus dvaleticus
- Otiorhynchus dyris
- Otiorhynchus echidna
- Otiorhynchus echinatoides
- Otiorhynchus echinopterus
- Otiorhynchus edelenginus
- Otiorhynchus edentatus
- Otiorhynchus edithae
- Otiorhynchus ege
- Otiorhynchus ehlersi
- Otiorhynchus elegantinus
- Otiorhynchus elegantulus
- Otiorhynchus elongatus
- Otiorhynchus emanuelae
- Otiorhynchus emgei
- Otiorhynchus emiliae
- Otiorhynchus endroedi
- Otiorhynchus epiroticus
- Otiorhynchus eques
- Otiorhynchus equestris
- Otiorhynchus eremicola
- Otiorhynchus erinaceus
- Otiorhynchus erivanensis
- Otiorhynchus erroneus
- Otiorhynchus esau
- Otiorhynchus escherichi
- Otiorhynchus etropolensis
- Otiorhynchus euboicus
- Otiorhynchus eugeni
- Otiorhynchus europaeus
- Otiorhynchus euxinus
- Otiorhynchus excellens
- Otiorhynchus fagniezi
- Otiorhynchus faldermanni
- Otiorhynchus falsarius
- Otiorhynchus farinosus
- Otiorhynchus fasciculatus
- Otiorhynchus fausti
- Otiorhynchus felis
- Otiorhynchus ferdinandi
- Otiorhynchus fernandoi
- Otiorhynchus ferrarii
- Otiorhynchus fiorii
- Otiorhynchus fioronii
- Otiorhynchus fischtensis
- Otiorhynchus flavimanus
- Otiorhynchus flavopilosus
- Otiorhynchus flavosetosus
- Otiorhynchus fleischeri
- Otiorhynchus fodori
- Otiorhynchus fontanensis
- Otiorhynchus forficulatus
- Otiorhynchus formaneki
- Otiorhynchus formicarius
- Otiorhynchus forticornis
- Otiorhynchus fortis
- Otiorhynchus fortiscapus
- Otiorhynchus foveicollis
- Otiorhynchus fracticornis
- Otiorhynchus franciscoloi
- Otiorhynchus frater
- Otiorhynchus fraxini
- Otiorhynchus fremuthi
- Otiorhynchus frescati
- Otiorhynchus freyi
- Otiorhynchus frigidus
- Otiorhynchus friulicus
- Otiorhynchus frivaldszkyi
- Otiorhynchus fulliformis
- Otiorhynchus fullo
- Otiorhynchus fulvipes
- Otiorhynchus funebris
- Otiorhynchus furiosus
- Otiorhynchus fusciventris
- Otiorhynchus fussi
- Otiorhynchus fussianus
- Otiorhynchus gajirbeki
- Otiorhynchus galinae
- Otiorhynchus gallopavo
- Otiorhynchus galteri
- Otiorhynchus gamzatovi
- Otiorhynchus ganglbaueri
- Otiorhynchus garibaldinus
- Otiorhynchus gasparoi
- Otiorhynchus gastonis
- Otiorhynchus gegicus
- Otiorhynchus gemmatus
- Otiorhynchus georgianus
- Otiorhynchus georgii
- Otiorhynchus germanni
- Otiorhynchus gertraudae
- Otiorhynchus getschmanni
- Otiorhynchus ghilianii
- Otiorhynchus giaquintoi
- Otiorhynchus gibbicollis
- Otiorhynchus gilgitensis
- Otiorhynchus giustii
- Otiorhynchus glabellus
- Otiorhynchus glabricollis
- Otiorhynchus glazunovi
- Otiorhynchus glebi
- Otiorhynchus glebius
- Otiorhynchus globicollis
- Otiorhynchus globipes
- Otiorhynchus globulus
- Otiorhynchus globus
- Otiorhynchus glolae
- Otiorhynchus goebli
- Otiorhynchus goetzi
- Otiorhynchus golovatchi
- Otiorhynchus gracilipes
- Otiorhynchus gracilis
- Otiorhynchus graecus
- Otiorhynchus grandicollis
- Otiorhynchus grandineus
- Otiorhynchus granicollis
- Otiorhynchus granicus
- Otiorhynchus graniger
- Otiorhynchus granosus
- Otiorhynchus granulatissimus
- Otiorhynchus granulatopunctatus
- Otiorhynchus granulatostriatus
- Otiorhynchus gratshevi
- Otiorhynchus gravidus
- Otiorhynchus gredleri
- Otiorhynchus grenieri
- Otiorhynchus gridellii
- Otiorhynchus grischunensis[6]
- Otiorhynchus griseolus
- Otiorhynchus grouvellei
- Otiorhynchus gueorgievi
- Otiorhynchus gultekini
- Otiorhynchus gumistiensis
- Otiorhynchus gusakovi
- Otiorhynchus gusarovi
- Otiorhynchus guttula
- Otiorhynchus gylippus
- Otiorhynchus gymnopleurus
- Otiorhynchus gymnopterus
- Otiorhynchus hadrocerus
- Otiorhynchus haedillus
- Otiorhynchus hajastani
- Otiorhynchus haplolophus
- Otiorhynchus hastilis
- Otiorhynchus hawelkae
- Otiorhynchus hebes
- Otiorhynchus hebetes
- Otiorhynchus hebraeus
- Otiorhynchus hecarti
- Otiorhynchus heerii
- Otiorhynchus heinzi
- Otiorhynchus heinzianus
- Otiorhynchus heinzorum
- Otiorhynchus helenae
- Otiorhynchus hellenicus
- Otiorhynchus hellerianus
- Otiorhynchus henonii
- Otiorhynchus henrici
- Otiorhynchus hickeri
- Otiorhynchus hindukuschensis
- Otiorhynchus hirsutus
- Otiorhynchus hirtellus
- Otiorhynchus hirticulus
- Otiorhynchus histrio
- Otiorhynchus histrioides
- Otiorhynchus hochhuthi
- Otiorhynchus holdhausi
- Otiorhynchus horasanicus
- Otiorhynchus horridus
- Otiorhynchus hospitus
- Otiorhynchus hummleri
- Otiorhynchus hungaricus
- Otiorhynchus hyblaeicus
- Otiorhynchus hypocrita
- Otiorhynchus hypsibatus
- Otiorhynchus hystericus
- Otiorhynchus hystrix
- Otiorhynchus ianuargenti
- Otiorhynchus idhaeus
- Otiorhynchus ikisderensis
- Otiorhynchus iliensis
- Otiorhynchus imitator
- Otiorhynchus imparisetosus
- Otiorhynchus imperspicabilis
- Otiorhynchus impetrativus
- Otiorhynchus impexus
- Otiorhynchus implicatus
- Otiorhynchus impressiceps
- Otiorhynchus impressiventris
- Otiorhynchus improbus
- Otiorhynchus inaliparum
- Otiorhynchus incivilis
- Otiorhynchus inclinataesetis
- Otiorhynchus incurvipes
- Otiorhynchus indefinitus
- Otiorhynchus inductus
- Otiorhynchus infensus
- Otiorhynchus infernalis
- Otiorhynchus inflatipes
- Otiorhynchus inhabilis
- Otiorhynchus innominatus
- Otiorhynchus insolitus
- Otiorhynchus insubricus
- Otiorhynchus intermedius
- Otiorhynchus intrusicollis
- Otiorhynchus intrusus
- Otiorhynchus inunctus
- Otiorhynchus iranensis
- Otiorhynchus iranicus
- Otiorhynchus iratus
- Otiorhynchus irenae
- Otiorhynchus irregularis
- Otiorhynchus isaevi
- Otiorhynchus issensis
- Otiorhynchus italicus
- Otiorhynchus jaenensis
- Otiorhynchus jakupicensis
- Otiorhynchus janovskii
- Otiorhynchus jarpachlinus
- Otiorhynchus jendoubensis
- Otiorhynchus joakimhoffi
- Otiorhynchus johannis
- Otiorhynchus jovis
- Otiorhynchus judaicus
- Otiorhynchus jugigradens
- Otiorhynchus juglandis
- Otiorhynchus juldusanus
- Otiorhynchus juno
- Otiorhynchus juvencus
- Otiorhynchus juvenilis
- Otiorhynchus kaci
- Otiorhynchus karadeniz
- Otiorhynchus karagolensis
- Otiorhynchus karataviensis
- Otiorhynchus karkaralensis
- Otiorhynchus karsavurani
- Otiorhynchus kasachstanicus
- Otiorhynchus kataevi
- Otiorhynchus kazakhstanicus
- Otiorhynchus kerzhneri
- Otiorhynchus ketamaensis
- Otiorhynchus ketmenicus
- Otiorhynchus khatiparicus
- Otiorhynchus khentejensis
- Otiorhynchus kiesenwetteri
- Otiorhynchus kindermanni
- Otiorhynchus kirschi
- Otiorhynchus kocheri
- Otiorhynchus kochi
- Otiorhynchus koenigi
- Otiorhynchus kollari
- Otiorhynchus kopaonicensis
- Otiorhynchus korabensis
- Otiorhynchus korgei
- Otiorhynchus koritnicensis
- Otiorhynchus koritnicensts
- Otiorhynchus korotyaevi
- Otiorhynchus kovali
- Otiorhynchus krattereri
- Otiorhynchus krueperi
- Otiorhynchus kuenburgi
- Otiorhynchus kuennemanni
- Otiorhynchus kulzeri
- Otiorhynchus kuraicus
- Otiorhynchus kurbatovi
- Otiorhynchus kuschakewitschi
- Otiorhynchus kyllinensis
- Otiorhynchus kytherus
- Otiorhynchus labilis
- Otiorhynchus lacertosus
- Otiorhynchus laconicus
- Otiorhynchus lacunosus
- Otiorhynchus laevipennis
- Otiorhynchus laeviusculus
- Otiorhynchus lagenaria
- Otiorhynchus laminatus
- Otiorhynchus laniger
- Otiorhynchus lasiosemius
- Otiorhynchus lasius
- Otiorhynchus latellai
- Otiorhynchus laticnemis
- Otiorhynchus latifrons
- Otiorhynchus latinasus
- Otiorhynchus latinus
- Otiorhynchus latirostris
- Otiorhynchus latitarsis
- Otiorhynchus latithorax
- Otiorhynchus laurae
- Otiorhynchus lauraecristinae
- Otiorhynchus laurenti
- Otiorhynchus lavandus
- Otiorhynchus lazorum
- Otiorhynchus lecerfi
- Otiorhynchus lederi
- Otiorhynchus lefkaoriensis
- Otiorhynchus leonhardi
- Otiorhynchus leonii
- Otiorhynchus leorum
- Otiorhynchus lepidopterus
- Otiorhynchus lepidus
- Otiorhynchus lessinicus
- Otiorhynchus leuthneri
- Otiorhynchus levasseuri
- Otiorhynchus leventi
- Otiorhynchus libertoi
- Otiorhynchus liburnicus
- Otiorhynchus ligneoides
- Otiorhynchus ligneus
- Otiorhynchus ligustici
- Otiorhynchus ligusticiformis
- Otiorhynchus liliputanus
- Otiorhynchus lilligi
- Otiorhynchus lindbergi
- Otiorhynchus linussae
- Otiorhynchus liophloeoides
- Otiorhynchus lirus
- Otiorhynchus lithantracius
- Otiorhynchus litigiosus
- Otiorhynchus lodosi
- Otiorhynchus lombardus
- Otiorhynchus longipennis
- Otiorhynchus longipes
- Otiorhynchus longipilis
- Otiorhynchus longiusculus
- Otiorhynchus longiventris
- Otiorhynchus lopadusae
- Otiorhynchus lostiai
- Otiorhynchus lothari
- Otiorhynchus lubriculus
- Otiorhynchus lubricus
- Otiorhynchus lucidicollis
- Otiorhynchus lugens
- Otiorhynchus luigii
- Otiorhynchus luigimagnanoi
- Otiorhynchus luigionii
- Otiorhynchus lumenifer
- Otiorhynchus lumensis
- Otiorhynchus luteus
- Otiorhynchus lutosus
- Otiorhynchus lutzi
- Otiorhynchus macedonicus
- Otiorhynchus maculiscapus
- Otiorhynchus madari
- Otiorhynchus maderi
- Otiorhynchus madinae
- Otiorhynchus maganicus
- Otiorhynchus magnanoi[7]
- Otiorhynchus magnicollis
- Otiorhynchus magrinii
- Otiorhynchus maidantalensis
- Otiorhynchus mairei
- Otiorhynchus majusculus
- Otiorhynchus makarovi
- Otiorhynchus malefidus
- Otiorhynchus malinkai
- Otiorhynchus malissorum
- Otiorhynchus mancinii
- Otiorhynchus manderstjernae
- Otiorhynchus manellii
- Otiorhynchus margaritifer
- Otiorhynchus marggii
- Otiorhynchus marmota
- Otiorhynchus marquardtianus
- Otiorhynchus marseuli
- Otiorhynchus marshalli
- Otiorhynchus marthae
- Otiorhynchus martinensis
- Otiorhynchus martini
- Otiorhynchus maschaticus
- Otiorhynchus matutinus
- Otiorhynchus maxillosus
- Otiorhynchus maximi
- Otiorhynchus mayetii
- Otiorhynchus mazdaranicus
- Otiorhynchus medvedevi
- Otiorhynchus megapterygius
- Otiorhynchus megareoides
- Otiorhynchus megareus
- Otiorhynchus mehelii
- Otiorhynchus melanopus
- Otiorhynchus meledanus
- Otiorhynchus meligunensis
- Otiorhynchus melonii
- Otiorhynchus mendax
- Otiorhynchus meoticus
- Otiorhynchus merditanus
- Otiorhynchus meregallii
- Otiorhynchus meridionalis
- Otiorhynchus merklii
- Otiorhynchus mersanicus
- Otiorhynchus mesnili
- Otiorhynchus messenicus
- Otiorhynchus metokianus
- Otiorhynchus metsovensis
- Otiorhynchus michnoi
- Otiorhynchus microcornis
- Otiorhynchus microphthalmus
- Otiorhynchus micros
- Otiorhynchus midas
- Otiorhynchus mikhaili
- Otiorhynchus milazzoi
- Otiorhynchus millerianus
- Otiorhynchus mingrelicus
- Otiorhynchus minutegranulatus
- Otiorhynchus minutesquamosus
- Otiorhynchus minutus
- Otiorhynchus mirei
- Otiorhynchus misellus
- Otiorhynchus miser
- Otiorhynchus mlokosevitschi
- Otiorhynchus mocsaryi
- Otiorhynchus modestus
- Otiorhynchus moestificus
- Otiorhynchus moestus
- Otiorhynchus mogulonoides
- Otiorhynchus molytoides
- Otiorhynchus monedula
- Otiorhynchus mongolicola
- Otiorhynchus mongolicus
- Otiorhynchus monoecirupis
- Otiorhynchus montandoni
- Otiorhynchus monteleonii
- Otiorhynchus montigena
- Otiorhynchus montivagus
- Otiorhynchus mordkovitshi
- Otiorhynchus moriger
- Otiorhynchus morio
- Otiorhynchus morosus
- Otiorhynchus muellerorum
- Otiorhynchus muffi
- Otiorhynchus muglae
- Otiorhynchus multicostatus
- Otiorhynchus multipunctatus
- Otiorhynchus munelensis
- Otiorhynchus muricatipennis
- Otiorhynchus mus
- Otiorhynchus myops
- Otiorhynchus nairicus
- Otiorhynchus naldoekensis
- Otiorhynchus nasutus
- Otiorhynchus necessarius
- Otiorhynchus nefandus
- Otiorhynchus negoiensis
- Otiorhynchus nemrutensis
- Otiorhynchus nevadensis
- Otiorhynchus nigrescens
- Otiorhynchus nigrinus
- Otiorhynchus nigrosetosus
- Otiorhynchus nimius
- Otiorhynchus nitidus
- Otiorhynchus nobilis
- Otiorhynchus nocturnus
- Otiorhynchus nodosus
- Otiorhynchus noesskei
- Otiorhynchus norici
- Otiorhynchus noskiewiczi
- Otiorhynchus noui
- Otiorhynchus novacki
- Otiorhynchus novellae
- Otiorhynchus nubilus
- Otiorhynchus nudiformis
- Otiorhynchus nuncius
- Otiorhynchus obcaecatus
- Otiorhynchus oberti
- Otiorhynchus obesus
- Otiorhynchus obliteratus
- Otiorhynchus obscurus
- Otiorhynchus obsidianus
- Otiorhynchus obsulcatus
- Otiorhynchus obtusus
- Otiorhynchus ocellifer
- Otiorhynchus octangularis
- Otiorhynchus oezbeki
- Otiorhynchus oldrici
- Otiorhynchus olgae
- Otiorhynchus oligolepis
- Otiorhynchus oliveri
- Otiorhynchus omanensis
- Otiorhynchus omonimus
- Otiorhynchus ongon
- Otiorhynchus opulentus
- Otiorhynchus orbicularis
- Otiorhynchus orientalis
- Otiorhynchus ormayi
- Otiorhynchus ortrudheinzi
- Otiorhynchus osellai
- Otiorhynchus osellanus
- Otiorhynchus osmanlis
- Otiorhynchus osseticus
- Otiorhynchus othryades
- Otiorhynchus ottomanus
- Otiorhynchus ovalipennis
- Otiorhynchus ovatulus
- Otiorhynchus ovatus
- Otiorhynchus pacei
- Otiorhynchus pachycerus
- Otiorhynchus pajarensis
- Otiorhynchus paracrinitellus
- Otiorhynchus paradisiacus
- Otiorhynchus paralleliceps
- Otiorhynchus pardoi
- Otiorhynchus parerinaceus
- Otiorhynchus parnassius
- Otiorhynchus parreyssii
- Otiorhynchus parvicollis
- Otiorhynchus pascuorum
- Otiorhynchus pastoralis
- Otiorhynchus pasubianus
- Otiorhynchus patruelis
- Otiorhynchus paulae
- Otiorhynchus paulinoi
- Otiorhynchus paulinus
- Otiorhynchus pauxillus
- Otiorhynchus pavelangelovi
- Otiorhynchus pavesii
- Otiorhynchus pawlowskii
- Otiorhynchus pectorosus
- Otiorhynchus pedemontanus
- Otiorhynchus pedinorrhynchus
- Otiorhynchus pelagosanus
- Otiorhynchus pelionis
- Otiorhynchus pelliceus
- Otiorhynchus peneckianus
- Otiorhynchus pennisii
- Otiorhynchus perdix
- Otiorhynchus perdixoides
- Otiorhynchus peregrinus
- Otiorhynchus pereques
- Otiorhynchus peristericus
- Otiorhynchus perlucens
- Otiorhynchus permundus
- Otiorhynchus perplexus
- Otiorhynchus pertinax
- Otiorhynchus pesarinii
- Otiorhynchus petrensis
- Otiorhynchus petryszaki
- Otiorhynchus peyerimhoffi
- Otiorhynchus phasma
- Otiorhynchus phreatus
- Otiorhynchus phrygius
- Otiorhynchus picenus
- Otiorhynchus piceus
- Otiorhynchus pici
- Otiorhynchus picimanus
- Otiorhynchus picitarsis
- Otiorhynchus pierinus
- Otiorhynchus pignoris
- Otiorhynchus pigrans
- Otiorhynchus pilifer
- Otiorhynchus piliger
- Otiorhynchus piliporus
- Otiorhynchus pilosellus
- Otiorhynchus pilosus
- Otiorhynchus pinastri
- Otiorhynchus pindicola
- Otiorhynchus pindicus
- Otiorhynchus pipitzi
- Otiorhynchus pirinicus
- Otiorhynchus pisidicus
- Otiorhynchus pittinoi
- Otiorhynchus plagiator
- Otiorhynchus plagigerulus
- Otiorhynchus planiceps
- Otiorhynchus planipennis
- Otiorhynchus planithorax
- Otiorhynchus planophthalmus
- Otiorhynchus planulus
- Otiorhynchus plebejus
- Otiorhynchus podlussanyorum
- Otiorhynchus poggii
- Otiorhynchus poianae
- Otiorhynchus politus
- Otiorhynchus polycoccus
- Otiorhynchus ponticus
- Otiorhynchus popovi
- Otiorhynchus populeti
- Otiorhynchus porcatus
- Otiorhynchus porcellus
- Otiorhynchus porculus
- Otiorhynchus poricollis
- Otiorhynchus praecellens
- Otiorhynchus praenestinus
- Otiorhynchus praetutiorum
- Otiorhynchus pretiosus
- Otiorhynchus primigenius
- Otiorhynchus prioniensis
- Otiorhynchus prisrensis
- Otiorhynchus problematicus
- Otiorhynchus procerus
- Otiorhynchus prokletiensis
- Otiorhynchus prolixus
- Otiorhynchus prolongatus
- Otiorhynchus prostratus
- Otiorhynchus proximus
- Otiorhynchus psalidiiformis
- Otiorhynchus pseudaffaber
- Otiorhynchus pseudalbanicus
- Otiorhynchus pseudannibali
- Otiorhynchus pseudobeckeri
- Otiorhynchus pseudobrachialis
- Otiorhynchus pseudocircassicus
- Otiorhynchus pseudocribripennis
- Otiorhynchus pseudohellenicus
- Otiorhynchus pseudoligneoides
- Otiorhynchus pseudomecops
- Otiorhynchus pseudomeiranella
- Otiorhynchus pseudomias
- Otiorhynchus pseudonothus
- Otiorhynchus pseudosetosulus
- Otiorhynchus pseudosuramensis
- Otiorhynchus pseudoumbilicatoides
- Otiorhynchus ptochoides
- Otiorhynchus pulchellus
- Otiorhynchus pulcher
- Otiorhynchus pullus
- Otiorhynchus pulverulus
- Otiorhynchus pulvinatus
- Otiorhynchus puncticornis
- Otiorhynchus punctifrons
- Otiorhynchus punctipennis
- Otiorhynchus punctirostris
- Otiorhynchus pupillatus
- Otiorhynchus pupilliger
- Otiorhynchus pusillus
- Otiorhynchus putoni
- Otiorhynchus pyrenaeus
- Otiorhynchus quadratopunctatus
- Otiorhynchus radjai[5]
- Otiorhynchus raffrayanus
- Otiorhynchus rambouseki
- Otiorhynchus raucus
- Otiorhynchus rebmanni
- Otiorhynchus rectipilosus
- Otiorhynchus refrigeratus
- Otiorhynchus regliae
- Otiorhynchus reichei
- Otiorhynchus reitteri
- Otiorhynchus relicinus
- Otiorhynchus relictus
- Otiorhynchus remotegranulatus
- Otiorhynchus repletus
- Otiorhynchus respersus
- Otiorhynchus reticollis
- Otiorhynchus retifer
- Otiorhynchus retowskii
- Otiorhynchus reynosae
- Otiorhynchus rhacusensis
- Otiorhynchus rhamni
- Otiorhynchus rhiliensis
- Otiorhynchus rhinoceros
- Otiorhynchus rhinorostris
- Otiorhynchus rhizophilus
- Otiorhynchus rhododendri
- Otiorhynchus rhododendroni
- Otiorhynchus richteri
- Otiorhynchus riedeli
- Otiorhynchus riessi
- Otiorhynchus rigidesetosus
- Otiorhynchus ritsae
- Otiorhynchus robustisetis
- Otiorhynchus romantsovi
- Otiorhynchus ropotamus
- Otiorhynchus rosaemariae
- Otiorhynchus rosti
- Otiorhynchus rotundicollis
- Otiorhynchus rotundus
- Otiorhynchus roubali
- Otiorhynchus roudieri
- Otiorhynchus rudis
- Otiorhynchus ruffoi
- Otiorhynchus rufimanus
- Otiorhynchus rufitarsis
- Otiorhynchus rufomarginatus
- Otiorhynchus rugifrons
- Otiorhynchus rugosogranulatus
- Otiorhynchus rugosostriatus
- Otiorhynchus russicus
- Otiorhynchus sabbadinii
- Otiorhynchus sabinus
- Otiorhynchus sabulosus
- Otiorhynchus saevus
- Otiorhynchus sagax
- Otiorhynchus sairamensis
- Otiorhynchus salassorum
- Otiorhynchus salbakosanus
- Otiorhynchus salinellensis
- Otiorhynchus samniticus
- Otiorhynchus sanguinipes
- Otiorhynchus sardous
- Otiorhynchus saturnus
- Otiorhynchus sbordonianus
- Otiorhynchus sbordonii
- Otiorhynchus scaberrimus
- Otiorhynchus scabrosoides
- Otiorhynchus schaeferi
- Otiorhynchus schamylianus
- Otiorhynchus schapovalovi
- Otiorhynchus schatzmayri
- Otiorhynchus schaubergeri
- Otiorhynchus schaumii
- Otiorhynchus schawalleri
- Otiorhynchus schelkovnikovi
- Otiorhynchus schembrii
- Otiorhynchus schlaeflini
- Otiorhynchus schmidrianus
- Otiorhynchus schmidtii
- Otiorhynchus schmorli
- Otiorhynchus schneideri
- Otiorhynchus schuberti
- Otiorhynchus schuhmacheri
- Otiorhynchus schusteri
- Otiorhynchus scintillus
- Otiorhynchus scitoides
- Otiorhynchus scitus
- Otiorhynchus scobinatus
- Otiorhynchus scopularis
- Otiorhynchus sculptipterus
- Otiorhynchus sculptirostris
- Otiorhynchus sculptiventris
- Otiorhynchus secretus
- Otiorhynchus secundarius
- Otiorhynchus sedulus
- Otiorhynchus segnis
- Otiorhynchus sellae
- Otiorhynchus semigranulatus
- Otiorhynchus semiopacus
- Otiorhynchus semitarius
- Otiorhynchus semituberculatus
- Otiorhynchus sengleti
- Otiorhynchus sensitivus
- Otiorhynchus serbicus
- Otiorhynchus serdicanus
- Otiorhynchus seriatoselulosus
- Otiorhynchus seriehispidus
- Otiorhynchus setiger
- Otiorhynchus setosellus
- Otiorhynchus setosulus
- Otiorhynchus shardaghensis
- Otiorhynchus shatorensis
- Otiorhynchus sibillinicus
- Otiorhynchus siewersi
- Otiorhynchus signatipennis
- Otiorhynchus simoni
- Otiorhynchus simplicatus
- Otiorhynchus simulans
- Otiorhynchus singularis
- Otiorhynchus sirentensis
- Otiorhynchus sitonoides
- Otiorhynchus skiperiae
- Otiorhynchus skoelsen
- Otiorhynchus smreczynskii
- Otiorhynchus soganliensis
- Otiorhynchus solariorum
- Otiorhynchus solitarius
- Otiorhynchus solodovnikovi
- Otiorhynchus sorbivorus
- Otiorhynchus sordidus
- Otiorhynchus spaethi
- Otiorhynchus spalatrensis
- Otiorhynchus sparsiridis
- Otiorhynchus spartanus
- Otiorhynchus spectativus
- Otiorhynchus sphaerosoma
- Otiorhynchus spinidens
- Otiorhynchus spinifer
- Otiorhynchus spinipennis
- Otiorhynchus splendidus
- Otiorhynchus squamifer
- Otiorhynchus squamipes
- Otiorhynchus squamulipennis
- Otiorhynchus starcki
- Otiorhynchus staveni
- Otiorhynchus steindachneri
- Otiorhynchus stenorostris
- Otiorhynchus stichopterus
- Otiorhynchus stierlini
- Otiorhynchus stolzi
- Otiorhynchus stomachosus
- Otiorhynchus strebloffi
- Otiorhynchus striatosetosus
- Otiorhynchus stricticollis
- Otiorhynchus strix
- Otiorhynchus strumosus
- Otiorhynchus stuebeni
- Otiorhynchus stussineri
- Otiorhynchus styriacus
- Otiorhynchus subaequivestis
- Otiorhynchus subbidentatus
- Otiorhynchus subcontractus
- Otiorhynchus subcoriaceus
- Otiorhynchus subcostatus
- Otiorhynchus subdentatus
- Otiorhynchus subdepressus
- Otiorhynchus subellipticus
- Otiorhynchus subeques
- Otiorhynchus subfilum
- Otiorhynchus subnivalis
- Otiorhynchus subnudus
- Otiorhynchus subocularis
- Otiorhynchus subopacus
- Otiorhynchus subpubescens
- Otiorhynchus subquadratus
- Otiorhynchus subrotundatus
- Otiorhynchus subsedulus
- Otiorhynchus subseriatus
- Otiorhynchus subsignatus
- Otiorhynchus subspinosus
- Otiorhynchus subsquamulatus
- Otiorhynchus sugatensis
- Otiorhynchus sulcatellus
- Otiorhynchus sulcatus
- Otiorhynchus sulcibasis
- Otiorhynchus sulcicollis
- Otiorhynchus sulcifrons
- Otiorhynchus sulcirostris
- Otiorhynchus sulcogemmatus
- Otiorhynchus sulfurifer
- Otiorhynchus supremus
- Otiorhynchus suramensiformis
- Otiorhynchus suramensis
- Otiorhynchus sushkini
- Otiorhynchus svetgaricus
- Otiorhynchus swaneticus
- Otiorhynchus sylvestris
- Otiorhynchus tadzikstanicus
- Otiorhynchus tagenioides
- Otiorhynchus taitii
- Otiorhynchus tanycerus
- Otiorhynchus tardipes
- Otiorhynchus tarphiderus
- Otiorhynchus tatarchani
- Otiorhynchus tatyanae
- Otiorhynchus tbatanicus
- Otiorhynchus teberdensis
- Otiorhynchus temeli
- Otiorhynchus tenebricosus
- Otiorhynchus tener
- Otiorhynchus tenuicostis
- Otiorhynchus tenuimanus
- Otiorhynchus tenuis
- Otiorhynchus terricola
- Otiorhynchus terrifer
- Otiorhynchus tetrarchus
- Otiorhynchus teucrus
- Otiorhynchus thaliarchus
- Otiorhynchus theophrastus
- Otiorhynchus thermophilus
- Otiorhynchus thoracicus
- Otiorhynchus thracicus
- Otiorhynchus tianschanicus
- Otiorhynchus tiaretanus
- Otiorhynchus tiflensis
- Otiorhynchus tirolensis
- Otiorhynchus titae
- Otiorhynchus titan
- Otiorhynchus tmolosensis
- Otiorhynchus tomentifer
- Otiorhynchus tomoricensis
- Otiorhynchus tornezyi
- Otiorhynchus torosicus
- Otiorhynchus torressalai
- Otiorhynchus torretassoi
- Otiorhynchus torulensis
- Otiorhynchus tournierioides
- Otiorhynchus transadriaticus
- Otiorhynchus transparens
- Otiorhynchus transsylvanicus
- Otiorhynchus treskaensis
- Otiorhynchus triantisi
- Otiorhynchus trichographus
- Otiorhynchus trichophorus
- Otiorhynchus trichopterus
- Otiorhynchus trigradus
- Otiorhynchus tristis
- Otiorhynchus trojanus
- Otiorhynchus trophonius
- Otiorhynchus troyeri
- Otiorhynchus truncatellus
- Otiorhynchus truncatus
- Otiorhynchus tshistyakovae
- Otiorhynchus tuberculifer
- Otiorhynchus tumidicollis
- Otiorhynchus tuniseus
- Otiorhynchus turbator
- Otiorhynchus turca
- Otiorhynchus turcicus
- Otiorhynchus tuscoinsularis
- Otiorhynchus tuvensis
- Otiorhynchus ugamicus
- Otiorhynchus ukrainicus
- Otiorhynchus umbilicatoides
- Otiorhynchus umbraticus
- Otiorhynchus uncinatus
- Otiorhynchus unctuosus
- Otiorhynchus urbionensis
- Otiorhynchus uyttenboogaarti
- Otiorhynchus vagans
- Otiorhynchus valdemosae
- Otiorhynchus valerii
- Otiorhynchus validicornis
- Otiorhynchus validus
- Otiorhynchus valonensis
- Otiorhynchus valtellinus
- Otiorhynchus valvasori
- Otiorhynchus vargovitchi
- Otiorhynchus varius
- Otiorhynchus vaulogeri
- Otiorhynchus vavrai
- Otiorhynchus vehemens
- Otiorhynchus velebiticus
- Otiorhynchus veluchianus
- Otiorhynchus veluchiensis
- Otiorhynchus velutinus
- Otiorhynchus venalis
- Otiorhynchus venarum
- Otiorhynchus venustus
- Otiorhynchus vermionensis
- Otiorhynchus vernalis
- Otiorhynchus verrucipes
- Otiorhynchus vestinus
- Otiorhynchus vestitus
- Otiorhynchus veterator
- Otiorhynchus victori
- Otiorhynchus vignai
- Otiorhynchus villiersi
- Otiorhynchus villosus
- Otiorhynchus virginalis
- Otiorhynchus virginiae
- Otiorhynchus virgo
- Otiorhynchus viridiporus
- Otiorhynchus vitellus
- Otiorhynchus vitis
- Otiorhynchus volturinensis
- Otiorhynchus voriseki
- Otiorhynchus vossianus
- Otiorhynchus vulturensis
- Otiorhynchus wanati
- Otiorhynchus wankae
- Otiorhynchus weiratherianus
- Otiorhynchus weisei
- Otiorhynchus wernerianus
- Otiorhynchus winkelmanni
- Otiorhynchus winkleri
- Otiorhynchus wittmeri
- Otiorhynchus wolfi
- Otiorhynchus yarodaricus
- Otiorhynchus yurii
- Otiorhynchus zaisanicus
- Otiorhynchus zajcevi
- Otiorhynchus zariedoides
- Otiorhynchus zariquieyi
- Otiorhynchus zebei
- Otiorhynchus zhantievi
- Otiorhynchus zherikhini
- Otiorhynchus zoiai
- Otiorhynchus zumpti